# ماساتو فوإيه
ماساتو فوإيه (باليابانية: 笛 真人) (22 فبراير 1973 في كاغوشيما في اليابان – )؛ هو لاعب كرة قدم ياباني سابق كان يلعب كمهاجم.

## وصلات خارجية
- ماساتو فوإيه على موقع رابطة كرة القدم اليابانية للمحترفين (اليابانية)
- ماساتو فوإيه على موقع عالم كرة القدم.نت (الإنجليزية)